# Гамрот, Матеуш
Мате́уш Га́мрот (пол. Mateusz Gamrot; род. 11 декабря 1990 год, Бельско-Бяла, Польша) — польский боец смешанных единоборств. Выступает на профессиональном уровне начиная с 2012 года, на данный момент выступает в Ultimate Fighting Championship в лёгком весе. Бывший двукратный чемпион KSW в лёгком и полулёгком весе. Также выступал в Cage Warriors Fighting Championship и XFS.
Занимает 8 строчку официального рейтинга UFC в лёгком весе.

## Биография
Гамрот начал заниматься борьбой в возрасте десяти лет. В школьном возрасте он переехал в школу-интернат в Миличе, чтобы продолжить заниматься тренировки по вольной борьбе. Во время учебы в техническом училище он был частью национальной сборной по борьбе, где он выиграл медали на чемпионатах Польши среди юниоров и молодежи. В 20 лет он переехал на постоянное место жительства в Познань, где он тренируется и живёт с женой и двумя детьми.
Он начал свою карьеру борца в 2002 году, добившись успеха на национальном и международном уровне. Он участвовал в более чем 300 поединках, включая чемпионатах Европы и мира. Он перешел в смешанные единоборства в 2011 году, тренируясь под руководством Анджея Косцельского, чемпиона мира по борьбе.
В 2012 году он завоевал золотую медаль в категории 70 кг на чемпионате Европы по смешанным боевым искусствам среди любителей (Брюссель), защитив свой титул в следующем году (Будапешт). 
Он завоевал золотую медаль на чемпионате Польши по грэпплингу в категории пурпурных поясов (Любонь) в 2013 и 2014 годах. В 2014 году он выиграл чемпионат Европы ADCC Submission Wrestling в категории 77 кг.

## Карьера в смешанных единоборствах
В профессиональном ММА дебютировал 4 февраля 2012 года на XFS-Night of Champions, выиграв досрочно у уроженца Чечни Арбима Шамаева. До конца года он провел за эту федерацию ещё два победных поединка, после чего связался с KSW. 8 июня 2013 провел свой первый бой в KSW, победив Матеуша Завадского техническим нокаутом. 28 сентября на KSW 23 он обыграл бывшего бойца UFC британца Андре Виннера по очкам.

### Konfrontacja Sztuk Walki (KSW)
13 сентября 2014 года он провел для британской организации Cage Warriors победный поединок, победив валлийца Тима Ньюмана в 1-м раунде. 21 февраля 2015 года на KSW 30 он выиграл у бразильца Родриго Кавалейру Коррея за 6 секунд до финального гонга.
27 мая 2016 года на KSW 35 дрался за пояс чемпиона KSW в легком весе с бывшим чемпионом британской BAMMA и M-1 Global Мансуром Барнауи, которого победил единогласным решением.
1 декабря 2018 года на KSW 46 он сразился за второй пояс, на этот раз в полулегком весе, с Клебером Койк Эрбстом, где одержал победу в поединке, завоевав второй пояс организации.
17 мая 2019 года в ролике на канале Бориса Маньковского на YouTube он объявил, что не продлил контракт с Федерацией KSW.
С 2013 года по 2019 Матеуш был связан с Федерацией KSW, в которой провел 13 боев.
Он единственный спортсмен в истории KSW, который выиграл два чемпионских пояса в двух разных категориях (в легком и полулегком весе) и владел ими до 17 мая 2019 года.
17 мая 2019 года в видео на канале Бориса Манковски на YouTube Гамрот объявил, что он освободил свои два пояса и не стал продлевать контракт с KSW. 
6 марта 2020 года KSW объявила о возвращении Гамрота в организацию. Двукратный чемпион KSW должен был вернуться на KSW 53 в Лодзи, Польша, против бразильца Эдимилсона Соузы, но из-за пандемии коронавируса мероприятие было отменено. 11 июля он провел свой третий бой на KSW 53: Reborn против Нормана Парка. Парк не уложился в вес перед боем и был оштрафован, который достался Гамроту.  Гамрот выиграл бой в третьем раунде техническим нокаутом. 
29 августа 2020 года он провел последний бой по контракту с KSW против Мариана Зиулковски на турнире KSW 54: Гамрот против Зиулковски , который заменил травмированного Шамиля Мусаева. Гамрот победил единогласным решением судей.

### Ultimate Fighting Championship
17 сентября 2020 года было объявлено, что Гамрот подписал контракт с Ultimate Fighting Championship.
Гамрот заменив Ренато Мойкано, должен был встретиться с Магомедом Мустафаевым на UFC Fight Night: Ortega vs. The Korean Zombie 18 октября 2020 года. В свою очередь, Мустафаев снялся с боя в начале октября по неизвестным причинам. Вместо этого Гамрот встретился с новичком промоушена Гурамом Кутателадзе. Он проиграл близкий бой раздельным решением судей. Оба бойца получили бонус «Лучший бой вечера».
Гамрот встретился со Скоттом Хольцманом 10 апреля 2021 года на UFC on ABC: Веттори vs. Холланд. Он выиграл бой нокаутом во втором раунде. Эта победа принесла ему награду «Выступление вечера».
Гамрот встретился с Джереми Стивенсом 17 июля 2021 года на UFC on ESPN: Махачев vs. Мойзес. Он выиграл бой болевым приемом «Кимура» в первом раунде, этот прием является самым быстрым в своем роде в истории UFC. Эта победа принесла ему бонус «Выступление вечера».
В качестве первого боя по своему новому контракту на четыре боя Гамрот встретился с Карлосом Диего Феррейрой 18 декабря 2021 года на турнире UFC Fight Night: Льюис vs Докас. Он выиграл бой техническим нокаутом во втором раунде.
Гамрот встретился с Арманом Царукяном 25 июня 2022 года на турнире UFC on ESPN 38. Он выиграл бой единогласным решением судей. 15 из 22 СМИ ММА отдали победу Царукяну. Оба бойца получили бонус «Лучший бой вечера».
В качестве первого боя по своему контракту на четыре боя Гамрот встретился с Бенейлом Дариушем 22 октября 2022 года на турнире UFC 280. Он проиграл бой единогласным решением судей.
Гамрот, заменивший Дэна Хукера, встретился с Тёрнером 4 марта 2023 года на турнире UFC 285. Гамрот выиграл бой раздельным решением судей. 
Гамрот встретился с Рафаэлем Физиевым 23 сентября 2023 года на турнире UFC Fight Night 228. Он выиграл бой техническим нокаутом из-за травмы колена Физиева во втором раунде. 
В октябре 2023 года Гамрот был запасным бойцом на главном событии UFC 294.
2024
Гамрот встретился с Рафаэлем дос Аньосом 9 марта 2024 года на турнире UFC 299. Он выиграл бой единогласным решением судей.
Гамрот встретился с Дэном Хукером 17 августа 2024 года на UFC 305. Он проиграл бой раздельным решением судей. 9 из 16 СМИ отдали победу Гамроту. Этот бой принес ему еще одну награду «Лучший бой вечера».
Сообщается, что Гамрот собирался встретиться с Рафаэлем Физиевым в матче-реванше 1 февраля 2025 года на турнире UFC Fight Night 250. Однако бой официально не был запланирован на этот турнир. 
Гамрот встретился с Людовитом Кляйном 31 мая 2025 года на турнире UFC на ESPN 68. Он выиграл бой единогласным решением судей.

## Статистика в профессиональном ММА
| Боёв 29         | Побед 25 | Поражений 3 |
| --------------- | -------- | ----------- |
| Нокаутом        | 8        | 0           |
| Сдачей          | 5        | 0           |
| Решением        | 12       | 3           |
| Не состоявшихся | 1        | 1           |

| Результат    | Рекорд   | Соперник                  | Способ                              | Турнир                                        | Дата             | Раунд | Время | Место                  | Примечание                                                                       |
| ------------ | -------- | ------------------------- | ----------------------------------- | --------------------------------------------- | ---------------- | ----- | ----- | ---------------------- | -------------------------------------------------------------------------------- |
| Победа       | 25-3 (1) | Людовит Кляйн             | Единогласное решение                | UFC on ESPN: Блэнчфилд vs. Барбер             | 31 мая 2025      | 3     | 5:00  | Лас-Вегас, Невада, США |                                                                                  |
| Поражение    | 24-3 (1) | Дэн Хукер                 | Раздельное решение                  | UFC 305                                       | 17 августа 2024  | 3     | 5:00  | Перт, Австралия        | «Лучший бой вечера» (3)                                                          |
| Победа       | 24-2 (1) | Рафаэль Дос Аньос         | Единогласное решение                | UFC 299                                       | 9 марта 2024     | 3     | 5:00  | Майами, Флорида, США   |                                                                                  |
| Победа       | 23-2 (1) | Рафаэль Физиев            | TKO (травма)                        | UFC Fight Night: Физиев vs. Гамрот            | 23 сентября 2023 | 2     | 2:03  | Лас-Вегас, Невада, США | Физиев получил травму ноги.                                                      |
| Победа       | 22-2 (1) | Джалин Тёрнер             | Раздельное решение                  | UFC 285                                       | 4 марта 2023     | 3     | 5:00  | Лас-Вегас, Невада, США |                                                                                  |
| Поражение    | 21-2 (1) | Бенеил Дариюш             | Единогласное решение                | UFC 280                                       | 22 октября 2022  | 3     | 5:00  | Абу-Даби, ОАЭ          |                                                                                  |
| Победа       | 21-1 (1) | Арман Царукян             | Единогласное решение                | UFC on ESPN: Царукян vs. Гамрот               | 25 июня 2022     | 5     | 5:00  | Лас-Вегас, Невада, США | «Лучший бой вечера» (2)                                                          |
| Победа       | 20-1 (1) | Диего Феррейра            | TKO (травма ребра)                  | UFC Fight Night: Льюис vs. Докас              | 18 декабря 2021  | 2     | 3:26  | Лас-Вегас, Невада, США |                                                                                  |
| Победа       | 19-1 (1) | Джереми Стивенс           | Сдача (кимура)                      | UFC Fight Night: Makhachev vs. Moises         | 18 июля 2021     | 1     | 1:05  | Лас-Вегас, Невада, США | «Выступление вечера» (2)                                                         |
| Победа       | 18-1 (1) | Скотт Хольцман            | KO (удар)                           | UFC on ABC: Веттори vs. Холланд               | 10 апреля 2021   | 2     | 1:22  | Лас-Вегас, США         | «Выступление вечера» (1)                                                         |
| Поражение    | 17-1 (1) | Гурам Кутателадзе         | Раздельное решение                  | UFC Fight Night: Ortega vs. The Korean Zombie | 18 октября 2020  | 3     | 5:00  | Абу-Даби, ОАЭ          | «Лучший бой вечера» (1)                                                          |
| Победа       | 17-0 (1) | Мэриан Зайолковски        | Единогласное решение                | KSW 54                                        | 29 августа 2020  | 5     | 5:00  | Варшава, Польша        | Защитил (3) титул чемпиона KSW в лёгком весе                                     |
| Победа       | 16-0 (1) | Норман Парк               | TKO (остановка врачом)              | KSW 53: Гэмрот — Парк 3                       | 11 июля 2020     | 3     | 3:02  | Варшава, Польша        | Вернулся в лёгкий вес; Норман не сделал вес, не титульный бой                    |
| Победа       | 15-0 (1) | Клебер Койк Эрбст         | Единогласное решение                | KSW 46 Narkun vs. Khalidov 2                  | 1 декабря 2018   | 5     | 5:00  | Гливице, Польша        | Дебют в полулёгком весе; Завоевал вакантный титул чемпиона KSW в полулёгком весе |
| Победа       | 14-0 (1) | Гржегорж Жулаковски       | Сдача (кимура)                      | KSW 42 Khalidov vs. Narkun                    | 3 марта 2018     | 4     | 4:15  | Лодьз, Польша          | Защитил (3) титул чемпиона KSW в легком весе                                     |
| Не состоялся | 13-0 (1) | Норман Парк               | Не состоялся (тычок пальцем в глаз) | KSW 40 Dublin                                 | 22 октября 2017  | 2     | 0:00  | Дублин, Ирландия       | Норман не сделал вес, для него бой не был титульным                              |
| Победа       | 13-0     | Норман Парк               | Единогласное решение                | KSW 39 Colosseum                              | 27 мая 2017      | 3     | 5:00  | Варшава, Польша        | Защитил (2) титул чемпиона KSW в легком весе                                     |
| Победа       | 12-0     | Ренато Гомеш              | Сдача (скручивание пятки)           | KSW 36 Materla vs. Palhares                   | 1 октября 2016   | 2     | 3:46  | Зелёна-Гура, Польша    | Защитил (1) титул чемпиона KSW в легком весе                                     |
| Победа       | 11-0     | Мансур Барнауи            | Единогласное решение                | KSW 35 — Khalidov vs. Karaoglu                | 27 мая 2016      | 3     | 5:00  | Гданьск, Польша        | Завоевал вакантный титул чемпиона KSW в лёгком весе; «Лучший бой вечера»         |
| Победа       | 10-0     | Мариф Пираев              | TKO (удары)                         | KSW 32 — Road to Wembley                      | 31 октября 2015  | 2     | 3:21  | Лондон, Англия         |                                                                                  |
| Победа       | 9-0      | Родриго Кавальеро Коррейа | TKO (удары)                         | KSW 30                                        | 21 февраля 2015  | 3     | 4:54  | Познань, Польша        | «Лучший нокаут вечера»                                                           |
| Победа       | 8-0      | Лукаш Члевики             | Единогласное решение                | KSW 29                                        | 6 декабря 2014   | 3     | 5:00  | Краков, Польша         |                                                                                  |
| Победа       | 7-0      | Тим Ньюмэн                | Сдача (скручивание пятки)           | Cage Warriors Fighting Championship 72        | 13 сентября 2014 | 1     | 1:37  | Уэльс                  |                                                                                  |
| Победа       | 6-0      | Джефферсон Джордж         | Единогласное решение                | KSW 27 — Cage Time                            | 17 мая 2014      | 3     | 5:00  | Гданьск, Польша        |                                                                                  |
| Победа       | 5-0      | Андре Виннер              | Единогласное решение                | KSW 24 — Clash of the Giants                  | 28 сентября 2013 | 3     | 5:00  | Лодзь, Польша          |                                                                                  |
| Победа       | 4-0      | Матеуш Завадски           | TKO (остановка углом)               | KSW 23 — Khalidov vs. Manhoef                 | 8 июня 2013      | 2     | 5:00  | Гданьск, Польша        | Дебютировал в KSW                                                                |
| Победа       | 3-0      | Томаш Дек                 | Единогласное решение                | XFS — Night of Champions 5                    | 20 октября 2012  | 2     | 5:00  | Познань, Польша        |                                                                                  |
| Победа       | 2-0      | Томаш Матусзевский        | Сдача (гильотина)                   | XFS — Night of Champions 4                    | 21 апреля 2012   | 1     | 1:11  | Познань, Польша        | Выиграл турнир NoC в легком весе                                                 |
| Победа       | 1-0      | Арби Шамаев               | TKO (удары)                         | XFS — Night of Champions 3                    | 4 февраля 2012   | 2     | 3:59  | Познань, Польша        | Дебют в лёгком весе                                                              |

## Титулы и Достижения

### Ultimate Fighting Championship
- - «Выступление вечера» (дважды) против Скотта Хольцмана и Джереми Стивенса
  - «Лучший бой вечера» (трижды) против Гурама Кутателадзе, Армана Царукяна и Дэна Хукера
  - Самый быстрый прием Кимуры в истории UFC (65 секунд) против Джереми Стивенса
  - Четвёртое место по количеству тейкдаунов в истории легкого дивизиона UFC (49)

### UFC Honors Awards
- - Номинант на премию «Выбор президента» за бой года против  Дэна Хукера (2024)

### UFC.com Awards
- - 9 место: «Бой года» против Армана Царукяна (2022)
  - 8 место: «Бой года» против Дэна Хукера (2024)

### Herakles
- - Боец года 2021

### Konfrontacja Sztuk Walki
- - Бывший чемпион KSW в лёгком весе (один раз; бывший)
  - Бывший чемпион KSW в полулёгком весе (один раз; бывший)
    - 3 успешные защиты титула

  - «Нокаут вечера» (один раз) против Родриго Кавальейро
  - «Лучший бой вечера» (один раз) против Мансура Барнауи
  - Первый и единственный спортсмен в истории KSW, который завоевал два чемпионских пояса в двух разных весовых категориях

### Грэпплинг
- - Чемпион Европы ADCC - 1 место в категории 77 кг (София) (2014)
  - Чемпион Великобритании NAGA - 1 место в категории 79,5 кг (Лондон) (2015)
  - Чемпион Европы ADCC - 3 место в весовой категории 77 кг (Турку) (2015)
  - VI чемпион Польши по No-Gi - 1 место в категории 79,5 кг (Любонь) (2016)
  - XII чемпион Польши ADCC - 1 место в категории 77 кг (2016)
  - Чемпион Европы ADCC - 2 место в категории 77 кг (Бухарест) (2018)
  - Чемпион Европы ADCC - 1 место в весовой категории 77 кг (Познань) (2019)